# Dialecto dórico aqueo
No confundir con "griego aqueo", una denominación alternativa para el griego micénico.
El término dialecto dórico aqueo puede referirse a dos conceptos diferentes:
- Dórico de Acaya
- Koiné dórica de Acaya

## Dialecto dórico de Acaya
La subvariedad del griego dórico hablado en Acaya en el noreste del Peloponeso, en las islas de Cefalonia y Zante en el mar Jónico y en las colonias aqueas de Magna Grecia en el sur de Italia (entre las que estaban Sibaris y Crotona). Esta subvariedad de dórico se vio afectada posteriormente por el dórico de Corinto. Como variante hablada se mantuvo hasta al menos el 350 a. C. De acuerdo con Hesiquio de Alejandría, el término aqueos se refiere "a los habitantes de Acaya", y les atribuye esta palabras:
- - καιρότερον kairoteron (griego ático: ἐνωρότερον enôroteron)  "temprano" (kairos tiempo, enôros temprano cf. Horae)
  - κεφαλίδας kephalidas (ático: κόρσαι korsai) 'patilla' (kephalides era una forma alternativa para epalxeis 'bastiones' en griego estándar)
  - σιαλίς sialis (ático: βλέννος blennos) (cf. blenorea) 'fango' (griego sialon o sielon saliva, griego moderno σάλιο salio)

## Koiné dórica aquea
La koiné dórica aquea, es la variedad común usada en los decretos de la Liga Aquea. En Arcadia puede rastrearse fácilmente porque difiere notoriamiente de la variedad arcadia, que no pertenece al grupo dórico. En la misma Acaya esta variedad continuó en uso hasta el siglo I a. C. Esta koiné dórica aquea no desarrolló los rasgos divergentes típicos del dórico del Egeo y de la konié dórica noroccidental.